# Gonçalo Guedes
Pour les articles homonymes, voir Guedes.
Gonçalo Guedes, né le 29 novembre 1996 à Benavente, au Portugal, est un footballeur international portugais qui évolue au poste d'ailier gauche à la Real Sociedad.

## Biographie

### Benfica (2005-2017)
Gonçalo Guedes arrive au SL Benfica à l'âge de 9 ans, en 2005, et fait ses classes avec le club lisboète. 
Avec l'équipe des moins de 19 ans du SL Benfica, Gonçalo Guedes participe à l'UEFA Youth League lors de la saison 2013-2014 et inscrit quatre buts lors de cette compétition, notamment un but en huitièmes de finale contre l'Austria Vienne, et un but en quart de finale contre Manchester City. Le Benfica atteint la finale de cette compétition, en étant battu par le FC Barcelone sur le score de 3-0. Gonçalo Guedes est titulaire et dispute l'intégralité de cette finale. 
Il inscrit son premier but en première division portugaise le 26 septembre 2015, contre le Paços de Ferreira (victoire 3-0). Quatre jours plus tard, il marque son premier but en Ligue des champions, sur la pelouse de l'Atlético Madrid (victoire 1-2).
Il est titulaire lors de la saison 2016-2017 et inscrit 7 buts en 28 matchs avant de quitter le club durant le mercato hivernal.

### Paris Saint-Germain (2017-2018)
Le 26 janvier 2017, il est transféré au Paris Saint-Germain, en échange d'une indemnité de transfert de 30 millions d'euros. Il signe un contrat de quatre ans et demi, jusqu'en juin 2021.
Il ne joue que 13 matchs pendant ses six mois de présence au PSG. Lors du premier match de la saison 2017-2018 le 5 août 2017, il entre en jeu à la 85e minute contre Amiens, ce qui lui permet d'obtenir le titre de Champion de France 2018 avec le PSG.

### Valence CF (2017-2022)

#### Prêt au Valence CF (2017-2018)
Le 31 août 2017, il est prêté au Valence CF pour la saison sans option d'achat.
Impressionnant depuis son arrivée, il inscrit son premier but sous les couleurs du FC Valence le 15 octobre 2017 sur le terrain du Betis Séville en Liga, d'une somptueuse frappe imparable. Une partie que son équipe remportera 6-3. 
Gonçalo marque son premier doublé en championnat espagnol le 21 octobre 2017 face au Séville Fútbol Club.

#### Transfert définitif au Valence CF (2018-2022)
Le 27 août 2018, il est transféré définitivement au Valence CF pour 40 millions d'euros + 10 de bonus. Le 12 décembre 2018, son club annonce qu'il doit être opéré d'une hernie et qu'il sera indisponible pendant un à deux mois.
Le 21 avril 2019, Guedes inscrit un nouveau doublé, lors d'une rencontre de championnat face au Betis Séville, en championnat. Il permet ainsi à son équipe de l'emporter (1-2 score final).
De nouveau blessé au début du championnat 2019-2020, Guedes assiste impuissant au licenciement de Marcelino et à la crise de gouvernance du club. Il décide alors de consulter un avis médical extérieur.

### Wolverhampton (2022-2025)
Le 9 août 2022, soit  5 ans après son arrivée en Espagne, il signe un contrat avec Wolverhampton qui aurait déboursé 30 M€.

#### Prêt au SL Benfica (2023-2024)
Alors qu'il connait une première partie de saison délicate avec Wolverhampton, Gonçalo Guedes fait son retour au SL Benfica le 19 janvier 2023 dans le cadre d'un prêt. Il quitte le club en janvier 2024.

#### Prêt à Villarreal
En janvier 2024, Guedes est prêté au Villarreal CF jusqu'en fin de saison et où il porte le numéro 9. Il y retrouve Marcelino comme entraîneur, plusieurs années après leur collaboration au FC Valence.

### Real Sociedad (depuis 2025)
En août 2025, Guedes signe un contrat de trois saisons plus une en option avec la Real Sociedad. Le montant du transfert est estimé à 4 millions d'euros avec des bonus pouvant atteindre 2 millions supplémentaires.

### En équipe nationale (2013-)

#### Avec les équipes jeunes
Avec l'équipe du Portugal des moins 19 ans il marque deux buts en trois matchs joués, tous en 2014.
Avec la sélection portugaise des moins de 20 ans, il participe à la Coupe du monde des moins de 20 ans 2015 organisée en Nouvelle-Zélande. Lors de cette compétition, il joue trois matchs : contre le Sénégal et la Colombie en phase de groupe, puis contre la Nouvelle-Zélande en huitièmes de finale.
Avec les espoirs, il dispute les éliminatoires de l'Euro espoirs 2017. Il inscrit notamment un doublé contre le Liechtenstein en octobre 2016 (victoire 1-7).

#### Avec l'équipe A
Il reçoit sa première sélection en équipe du Portugal le 14 novembre 2015 en amical contre la Russie. Il commence la rencontre en tant que titulaire et son équipe s'incline par un but à zéro ce jour-là,.  Guedes n'est pas sélectionné par Fernando Santos pour disputer l'Euro 2016 en France où le Portugal l'emportera. Il marque un doublé contre l'Algérie le 7 juin 2018, contribuant à la victoire de son équipe (3-0). 
Il entre en jeu lors de la Coupe du monde 2018 face à l'Espagne en phase de poule. Il remporte la Ligue des nations 2019 avec le Portugal le 9 juin 2019 face aux Pays-Bas, il est l'unique buteur de la rencontre. L'année suivante, il est sélectionné pour participer à l'Euro 2020. 

## Statistiques

### En club
| Saison                | Club                  | Championnat           | Championnat | Championnat | Championnat | Coupe nationale | Coupe nationale | Coupe nationale | Coupe de la Ligue | Coupe de la Ligue | Coupe de la Ligue | Supercoupe | Supercoupe | Supercoupe | Compétition(s) continentale(s) | Compétition(s) continentale(s) | Compétition(s) continentale(s) | Compétition(s) continentale(s) | Total | Total | Total |
| Saison                | Club                  | Division              | M.          | B.          | P.d.        | M.              | B.              | P.d.            | M.                | B.                | P.d.              | M.         | B.         | P.d.       | Comp.                          | M.                             | B.                             | P.d.                           | M.    | B.    | P.d.  |
| 2013-2014             | SL Benfica B          | Segunda Liga          | 1           | 0           | 0           | -               | -               | -               | -                 | -                 | -                 | -          | -          | -          | -                              | -                              | -                              | -                              | 1     | 0     | 0     |
| 2014-2015             | SL Benfica B          | Segunda Liga          | 32          | 8           | 13          | -               | -               | -               | -                 | -                 | -                 | -          | -          | -          | -                              | -                              | -                              | -                              | 32    | 8     | 13    |
| 2015-2016             | SL Benfica B          | Segunda Liga          | 5           | 3           | 2           | -               | -               | -               | -                 | -                 | -                 | -          | -          | -          | -                              | -                              | -                              | -                              | 5     | 3     | 2     |
| Sous-total            | Sous-total            | Sous-total            | 38          | 11          | 15          | -               | -               | -               | -                 | -                 | -                 | -          | -          | -          | -                              | -                              | -                              | -                              | 38    | 11    | 15    |
| 2014-2015             | SL Benfica            | Primeira Liga         | 5           | 0           | 0           | 1               | 0               | 0               | 3                 | 0                 | 0                 | -          | -          | -          | C1                             | -                              | -                              | -                              | 9     | 0     | 0     |
| 2015-2016             | SL Benfica            | Primeira Liga         | 18          | 3           | 6           | 1               | 0               | 0               | 4                 | 0                 | 2                 | 1          | 0          | 0          | C1                             | 7                              | 1                              | 0                              | 31    | 4     | 8     |
| 2016-2017             | SL Benfica            | Primeira Liga         | 16          | 2           | 2           | 4               | 1               | 2               | 2                 | 2                 | 0                 | -          | -          | -          | C1                             | 6                              | 2                              | 1                              | 28    | 7     | 5     |
| Sous-total            | Sous-total            | Sous-total            | 39          | 5           | 8           | 6               | 1               | 2               | 9                 | 2                 | 2                 | 1          | 0          | 0          | -                              | 13                             | 3                              | 1                              | 68    | 11    | 13    |
| 2016-2017             | Paris Saint-Germain   | Ligue 1               | 7           | 0           | 1           | 4               | 0               | 0               | 0                 | 0                 | 0                 | -          | -          | -          | C1                             | -                              | -                              | -                              | 11    | 0     | 1     |
| 2017-2018             | Paris Saint-Germain   | Ligue 1               | 1           | 0           | 0           | -               | -               | -               | -                 | -                 | -                 | 1          | 0          | 0          | C1                             | -                              | -                              | -                              | 2     | 0     | 0     |
| Sous-total            | Sous-total            | Sous-total            | 8           | 0           | 1           | 4               | 0               | 0               | 0                 | 0                 | 0                 | 1          | 0          | 0          | -                              | -                              | -                              | -                              | 13    | 0     | 1     |
| 2017-2018             | Valence CF (prêt)     | Liga                  | 33          | 5           | 9           | 5               | 1               | 0               | -                 | -                 | -                 | -          | -          | -          | -                              | -                              | -                              | -                              | 38    | 6     | 9     |
| 2018-2019             | Valence CF            | Liga                  | 25          | 5           | 2           | 2               | 0               | 0               | -                 | -                 | -                 | -          | -          | -          | C1+C3                          | 4+8                            | 0+3                            | 0+1                            | 39    | 8     | 3     |
| 2019-2020             | Valence CF            | Liga                  | 21          | 2           | 2           | 1               | 0               | 0               | -                 | -                 | -                 | -          | -          | -          | C1                             | 3                              | 0                              | 0                              | 25    | 2     | 2     |
| 2020-2021             | Valence CF            | Liga                  | 31          | 5           | 5           | 3               | 2               | 1               | -                 | -                 | -                 | -          | -          | -          | -                              | -                              | -                              | -                              | 34    | 7     | 6     |
| 2021-2022             | Valence CF            | Liga                  | 36          | 11          | 6           | 6               | 2               | 0               | -                 | -                 | -                 | -          | -          | -          | -                              | -                              | -                              | -                              | 42    | 13    | 6     |
| Sous-total            | Sous-total            | Sous-total            | 146         | 28          | 24          | 17              | 5               | 1               | 0                 | 0                 | 0                 | 0          | 0          | 0          | -                              | 15                             | 3                              | 1                              | 178   | 36    | 26    |
| 2022-2023             | Wolverhampton FC      | Premier League        | 13          | 1           | 1           | 1               | 1               | 0               | 4                 | 0                 | 0                 | -          | -          | -          | -                              | -                              | -                              | -                              | 18    | 2     | 1     |
| 2024-2025             | Wolverhampton FC      | Premier League        | 29          | 2           | 4           | 2               | 0               | 1               | 2                 | 3                 | 0                 | -          | -          | -          | -                              | -                              | -                              | -                              | 33    | 5     | 5     |
| Sous-total            | Sous-total            | Sous-total            | 42          | 3           | 5           | 3               | 1               | 1               | 6                 | 3                 | 0                 | 0          | 0          | 0          | -                              | 0                              | 0                              | 0                              | 51    | 7     | 6     |
| 2022-2023             | SL Benfica (prêt)     | Primeira Liga         | 12          | 1           | 1           | 1               | 1               | 0               | 0                 | 0                 | -                 | -          | -          | -          | C1                             | 2                              | 0                              | 0                              | 15    | 2     | 1     |
| 2023-2024             | SL Benfica (prêt)     | Primeira Liga         | 9           | 0           | 0           | 1               | 0               | 1               | 2                 | 0                 | 0                 | -          | -          | -          | C1                             | 2                              | 0                              | 0                              | 14    | 0     | 1     |
| Sous-total            | Sous-total            | Sous-total            | 21          | 1           | 1           | 2               | 1               | 1               | 2                 | 0                 | 0                 | 0          | 0          | 0          | -                              | 4                              | 0                              | 0                              | 29    | 2     | 2     |
| 2023-2024             | Villarreal CF (prêt)  | Liga                  | 17          | 3           | 2           | -               | -               | -               | -                 | -                 | -                 | -          | -          | -          | C3                             | 2                              | 0                              | 1                              | 19    | 3     | 3     |
| 2025-2026             | Real Sociedad         | Liga                  | 1           | 0           | 0           | -               | -               | -               | -                 | -                 | -                 | -          | -          | -          | -                              | -                              | -                              | -                              | 1     | 0     | 0     |
| Total sur la carrière | Total sur la carrière | Total sur la carrière | 314         | 51          | 56          | 33              | 8               | 5               | 17                | 5                 | 2                 | 2          | 0          | 0          | -                              | 34                             | 6                              | 3                              | 400   | 70    | 66    |

### En sélection nationale
| Saison                | Sélection             | Phases finales                | Phases finales | Phases finales | Phases finales | Éliminatoires | Éliminatoires | Éliminatoires | Matchs amicaux | Matchs amicaux | Matchs amicaux | Total | Total | Total |
| Saison                | Sélection             | Compétition                   | M              | B              | Pd             | M             | B             | Pd            | M              | B              | Pd             | M     | B     | Pd    |
| --------------------- | --------------------- | ----------------------------- | -------------- | -------------- | -------------- | ------------- | ------------- | ------------- | -------------- | -------------- | -------------- | ----- | ----- | ----- |
| 2015-2016             | Portugal              | Euro 2016                     | -              | -              | -              | -             | -             | -             | 2              | 0              | 0              | 2     | 0     | 0     |
| 2016-2017             | Portugal              | Coupe des confédérations 2017 | -              | -              | -              | -             | -             | -             | -              | -              | -              | 0     | 0     | 0     |
| 2017-2018             | Portugal              | Coupe du monde 2018           | 4              | 0              | 1              | 1             | 0             | 0             | 7              | 3              | 1              | 12    | 3     | 2     |
| 2018-2019             | Portugal              | Ligue des nations 2019        | 2              | 1              | 0              | 1             | 0             | 0             | -              | -              | -              | 3     | 1     | 0     |
| 2019-2020             | Portugal              | -                             | -              | -              | -              | 4             | 2             | 0             | -              | -              | -              | 4     | 2     | 0     |
| 2020-2021             | Portugal              | Euro 2020                     | 0              | 0              | 0              | 1             | 0             | 0             | 1              | 0              | 1              | 2     | 0     | 1     |
| 2021-2022             | Portugal              | -                             | -              | -              | -              | 7             | 1             | 1             | 2              | 0              | 1              | 9     | 1     | 2     |
| Total sur la carrière | Total sur la carrière | Total sur la carrière         | 6              | 1              | 1              | 14            | 3             | 1             | 12             | 3              | 3              | 32    | 7     | 5     |

## Palmarès

### En club
| SL Benfica - Primeira Liga - Champion : 2015, 2016 et 2017 - Taça da Liga - Vainqueur : 2015 et 2016 - SuperTaça Cândido de Oliveira - Vainqueur : 2016 - UEFA Youth League - Finaliste : 2014 |  | Paris Saint-Germain - Ligue 1 - Champion : 2018 - Vice Champion : 2017 - Trophée des champions - Vainqueur : 2017 |  | Valence CF - Coupe du Roi - Vainqueur : 2019 |

### En sélection
- Vainqueur de la Ligue des nations en 2019